# 簇花球子草
簇花球子草（学名：Peliosanthes teta）为天门冬科球子草属的植物。分布于中国大陆的广西、海南等地，生长于海拔350米至1,750米的地区，常生于林中，目前尚未由人工引种栽培。

## 异名
- Peliosanthes teta Andr. ssp. humilis (Andr.) Jess.